# Romuald Wicza-Pokojski
Romuald Wicza-Pokojski (ur. 3 maja 1974) – polski reżyser, dramaturg i animator kultury, założyciel autorskiego Teatru Wiczy, z którym zrealizował ponad 20 spektakli. W latach 2011–2019 dyrektor naczelny i artystyczny Miejskiego Teatru Miniatura w Gdańsku, od 2019 dyrektor Opery Bałtyckiej.

## Życiorys
Absolwent Wydziału Wiedzy o Teatrze Akademii Teatralnej w Warszawie. W 1991 założył autorski Teatr Wiczy, z którym zrealizował ponad 20 spektakli scenicznych i plenerowych. W latach 1994–1997 pracował w Instytucie Teatru Narodowego i Teatrze Narodowym, gdzie współtworzył pierwszą impresaryjną scenę teatralną w Polsce – Teatr Mały. W latach 2006–2009 był wykładowcą na Uniwersytecie Mikołaja Kopernika w Toruniu. Pomysłodawca i dyrektor Międzynarodowego Festiwalu Bulwar Sztuki (2003–2006) oraz kierownik społecznego domu kultury Centrum Wolnego Czasu Wicza (2004–2009). Realizator projektów społeczno-artystycznych skierowanych do osób bezdomnych, pomijanych społecznie i emigrantów. W latach 2008–2011 był dyrektorem programowym Biura Gdańsk 2016. Współautor strategii kulturalnej „Wolność kultury. Kultura Wolności”.
Jako reżyser i dramaturg współpracował z teatrami: Baj Pomorski w Toruniu, Olsztyński Teatr Lalek, Teatr Wybrzeże w Gdańsku. Jego spektakle były prezentowane m.in. w Armenii, Czechach, Chorwacji, Danii, Grecji, Hiszpanii, Iranie, Irlandii, Niemczech, na Litwie, Słowacji, w Szwecji, USA, Wielkiej Brytanii, we Włoszech, na Białorusi, w Japonii. Laureat wielu nagród indywidualnych i zbiorowych, m.in. za innowacyjność w sztuce lalkarskiej za spektakl Dietrich. Broken nails podczas World Festival of Puppet Arts w Pradze w 2009. 
W latach 2019–2020 zasiadał w Radzie Akademii Muzycznej im. Stanisława Moniuszki w Gdańsku. W kadencji 2019–2023 zasiada w Radzie Kultury Gdańskiej.
Od 2018 roku Romuald Wicza-Pokojski kieruje Operą Bałtycką w Gdańsku pełniąc funkcję dyrektora.

## Nagrody
- - Zasłużony dla Kultury Polskiej  – 2007[4]
  - Nagrody Teatralnej Miasta Gdańska 2016 za całokształt dorobku artystycznego[7]